# Earl

Hodnostní korunka anglických hrabat (s titulem Earl)

Earl je britský šlechtický titul, původně přinesený Anglosasy a odvozený ze skandinávského jarla. Odpovídá českému titulu hrabě, ale angličtina pro kontinentální hrabata používá titul count (ženská podoba titulu je pro obě varianty countess). Držitel titulu patří mezi vyšší šlechtu, tzv. peery, kteří mají právo zasednout ve sněmovně lordů a v pětistupňovém systému stojí uprostřed.
Titul, pokud panovník neurčil jinak, je dědičný v mužské linii, a po vymření rodu zaniká. Často se stává, že je ale obnoven pro jinou linii rodu, nebo znovu vytvořen pro jiný rod.